# Supercopa da França
A Supercopa da França (em francês: Trophée des Champions) é uma competição de futebol realizada anualmente na França entre os campeões do Campeonato Francês e da Copa da França.
Desde a sua primeira edição, em 1949, teve vários intervalos em que não foi realizada, de 1950 a 1954, de 1963 a 1964, de 1974 a 1984 e de 1987 a 1994. Desde então foi finalmente fixada ao calendário francês.

## Campeões
| Ano                                                    | Campeão                                                | Resultado                                              | Vice-campeão                                           | Local                                                  |                                                        |                                                        |
| Campeão da França vs. Campeão da Copa da França (1949) | Campeão da França vs. Campeão da Copa da França (1949) | Campeão da França vs. Campeão da Copa da França (1949) | Campeão da França vs. Campeão da Copa da França (1949) | Campeão da França vs. Campeão da Copa da França (1949) | Campeão da França vs. Campeão da Copa da França (1949) | Campeão da França vs. Campeão da Copa da França (1949) |
| ------------------------------------------------------ | ------------------------------------------------------ | ------------------------------------------------------ | ------------------------------------------------------ | ------------------------------------------------------ | ------------------------------------------------------ | ------------------------------------------------------ |
| 1949                                                   | Reims                                                  | 4–3                                                    | Racing Paris                                           | Estádio Olímpico Yves-du-Manoir, Colombes              |                                                        |                                                        |
| Challenge des champions (1955–73, 1985–86)             |                                                        |                                                        |                                                        |                                                        |                                                        |                                                        |
| 1955                                                   | Reims                                                  | 7–1                                                    | Lille                                                  | Stade Vélodrome, Marselha                              |                                                        |                                                        |
| 1956                                                   | Sedan                                                  | 1–0                                                    | Nice                                                   | Parc des Princes, Paris                                |                                                        |                                                        |
| 1957                                                   | Saint-Étienne                                          | 2–1                                                    | Toulouse                                               | Stadium Municipal, Toulouse                            |                                                        |                                                        |
| 1958                                                   | Reims                                                  | 2–1                                                    | Nîmes                                                  | Stade Vélodrome, Marselha                              |                                                        |                                                        |
| 1959                                                   | Le Havre                                               | 2–0                                                    | Nice                                                   | Parc des Princes, Paris                                |                                                        |                                                        |
| 1960                                                   | Reims                                                  | 6–2                                                    | Monaco                                                 | Stade Marcel Saupin, Nantes                            |                                                        |                                                        |
| 1961                                                   | Monaco                                                 | 1–1                                                    | Sedan                                                  | Stade Vélodrome, Marselha                              |                                                        |                                                        |
| 1962                                                   | Saint-Étienne                                          | 4–2                                                    | Reims                                                  | Stade Municipal de Beaublanc, Limoges                  |                                                        |                                                        |
| 1965                                                   | Nantes                                                 | 3–2                                                    | Rennes                                                 | Stade du Yves Allainmat, Lorient                       |                                                        |                                                        |
| 1966                                                   | Reims                                                  | 2–0                                                    | Nantes                                                 | Stade Marcel Saupin, Nantes                            |                                                        |                                                        |
| 1967                                                   | Saint-Étienne                                          | 3–0                                                    | Lyon                                                   | Stade Geoffroy-Guichard, Saint-Étienne                 |                                                        |                                                        |
| 1968                                                   | Saint-Étienne                                          | 5–3                                                    | Bordeaux                                               | Stade Richter, Montpellier                             |                                                        |                                                        |
| 1969                                                   | Saint-Étienne                                          | 3–2                                                    | Olympique de Marseille                                 | Parc des Princes, Paris                                |                                                        |                                                        |
| 1970                                                   | Nice                                                   | 2–0                                                    | Saint-Étienne                                          | Stade du Ray, Nice                                     |                                                        |                                                        |
| 1971                                                   | Olympique de Marseille                                 | 2–2                                                    | Rennes                                                 | Stade Francis-Le Blé, Brest                            |                                                        |                                                        |
| 1972                                                   | Bastia                                                 | 5–2                                                    | Olympique de Marseille                                 | Stade de Bon Rencontre, Toulon                         |                                                        |                                                        |
| 1973                                                   | Lyon                                                   | 1–0                                                    | Nantes                                                 | Stade Francis-Le Blé, Brest                            |                                                        |                                                        |
| 1985                                                   | Monaco                                                 | 1–1 (5–4 pen)                                          | Bordeaux                                               | Stade Chaban-Delmas, Bordéus                           |                                                        |                                                        |
| 1986                                                   | Bordeaux                                               | 1–0                                                    | Paris Saint-Germain                                    | Stade René Serge Nabajoth, Les Abymes                  |                                                        |                                                        |
| Trophée des champions (1995–presente)                  |                                                        |                                                        |                                                        |                                                        |                                                        |                                                        |
| 1995                                                   | Paris Saint-Germain                                    | 2–2 (6–5 pen)                                          | Nantes                                                 | Stade Francis-Le Blé, Brest                            |                                                        |                                                        |
| 1997                                                   | Monaco                                                 | 5–2                                                    | Nice                                                   | Stade de la Méditerranée, Béziers                      |                                                        |                                                        |
| 1998                                                   | Paris Saint-Germain                                    | 1–0                                                    | Lens                                                   | Stade de la Vallée du Cher, Tours                      |                                                        |                                                        |
| 1999                                                   | Nantes                                                 | 1–0                                                    | Bordeaux                                               | Stade de la Licorne, Amiens                            |                                                        |                                                        |
| 2000                                                   | Monaco                                                 | 0–0 (6–5 pen)                                          | Nantes                                                 | Stade Auguste Bonal, Montbéliard                       |                                                        |                                                        |
| 2001                                                   | Nantes                                                 | 4–1                                                    | RC Strasbourg                                          | Stade de la Meinau, Estrasburgo                        |                                                        |                                                        |
| 2002                                                   | Lyon                                                   | 5–1                                                    | Lorient                                                | Stade Pierre de Coubertin, Cannes                      |                                                        |                                                        |
| 2003                                                   | Lyon                                                   | 2–1                                                    | Auxerre                                                | Stade de Gerland, Lyon                                 |                                                        |                                                        |
| 2004                                                   | Lyon                                                   | 1–1 (7–6 pen)                                          | Paris Saint-Germain                                    | Stade Pierre de Coubertin, Cannes                      |                                                        |                                                        |
| 2005                                                   | Lyon                                                   | 4–1                                                    | Auxerre                                                | Stade de l'Abbé-Deschamps, Auxerre                     |                                                        |                                                        |
| 2006                                                   | Lyon                                                   | 1–1 (5–4 pen)                                          | Paris Saint-Germain                                    | Stade de Gerland, Lyon                                 |                                                        |                                                        |
| 2007                                                   | Lyon                                                   | 2–1                                                    | FC Sochaux                                             | Stade de Gerland, Lyon                                 |                                                        |                                                        |
| 2008                                                   | Bordeaux                                               | 0–0 (5–4 pen)                                          | Lyon                                                   | Stade Chaban-Delmas, Bordéus                           |                                                        |                                                        |
| 2009                                                   | Bordeaux                                               | 2–0                                                    | Guingamp                                               | Estádio Olímpico, Montreal                             |                                                        |                                                        |
| 2010                                                   | Olympique de Marseille                                 | 0–0 (5–4 pen)                                          | Paris Saint-Germain                                    | Stade Olympique, Radès                                 |                                                        |                                                        |
| 2011                                                   | Olympique de Marseille                                 | 5–4                                                    | Lille                                                  | Grand Stade de Tanger, Tânger                          |                                                        |                                                        |
| 2012                                                   | Lyon                                                   | 2–2 (4–2 pen)                                          | Montpellier                                            | Red Bull Arena, Harrison                               |                                                        |                                                        |
| 2013                                                   | Paris Saint-Germain                                    | 2–1                                                    | Bordeaux                                               | Stade d'Angondjé, Libreville                           |                                                        |                                                        |
| 2014                                                   | Paris Saint-Germain                                    | 2–0                                                    | Guingamp                                               | Estádio dos Trabalhadores, Pequim                      |                                                        |                                                        |
| 2015                                                   | Paris Saint-Germain                                    | 2–0                                                    | Lyon                                                   | Saputo Stadium, Montreal                               |                                                        |                                                        |
| 2016                                                   | Paris Saint-Germain                                    | 4–1                                                    | Lyon                                                   | Wörthersee Stadion, Klagenfurt                         |                                                        |                                                        |
| 2017                                                   | Paris Saint-Germain                                    | 2–1                                                    | Monaco                                                 | Grand Stade de Tanger, Tânger                          |                                                        |                                                        |
| 2018                                                   | Paris Saint-Germain                                    | 4–0                                                    | Monaco                                                 | Shenzhen Universiade Sports Centre, Shenzhen           |                                                        |                                                        |
| 2019                                                   | Paris Saint-Germain                                    | 2–1                                                    | Rennes                                                 | Shenzhen Universiade Sports Centre, Shenzhen           |                                                        |                                                        |
| 2020                                                   | Paris Saint-Germain                                    | 2–1                                                    | Olympique de Marseille                                 | Stade Félix-Bollaert, Lens                             |                                                        |                                                        |
| 2021                                                   | Lille                                                  | 1–0                                                    | Paris Saint-Germain                                    | Estádio Bloomfield, Tel Aviv                           |                                                        |                                                        |
| 2022                                                   | Paris Saint-Germain                                    | 4–0                                                    | Nantes                                                 | Estádio Bloomfield, Tel Aviv                           |                                                        |                                                        |
| 2023                                                   | Paris Saint-Germain                                    | 2–0                                                    | Toulouse                                               | Parc des Princes, Paris                                |                                                        |                                                        |
| 2024                                                   | Paris Saint-Germain                                    | 1–0                                                    | Monaco                                                 | Estádio 974, Doha                                      |                                                        |                                                        |

## Títulos
| Equipe                 | Títulos | Vices | Anos em que venceu                                                           | Anos em que perdeu           |
| ---------------------- | ------- | ----- | ---------------------------------------------------------------------------- | ---------------------------- |
| Paris Saint-Germain    | 13      | 5     | 1995, 1998, 2013, 2014, 2015, 2016, 2017, 2018, 2019, 2020, 2022, 2023, 2024 | 1986, 2004, 2006, 2010, 2021 |
| Lyon                   | 8       | 4     | 1973, 2002, 2003, 2004, 2005, 2006, 2007, 2012                               | 1967, 2008, 2015, 2016       |
| Reims                  | 5       | 1     | 1949, 1955, 1958, 1960, 1966                                                 | 1962                         |
| Saint-Étienne          | 5       | 1     | 1957, 1962, 1967, 1968, 1969                                                 | 1970                         |
| Monaco                 | 4       | 4     | 1961, 1985, 1997, 2000                                                       | 1960, 2017, 2018, 2024       |
| Nantes                 | 3       | 5     | 1965, 1999, 2001                                                             | 1966, 1973, 1995, 2000, 2022 |
| Bordeaux               | 3       | 4     | 1986, 2008, 2009                                                             | 1968, 1985, 1999, 2013       |
| Olympique de Marseille | 3       | 3     | 1971*, 2010, 2011                                                            | 1969, 1972, 2020             |
| Nice                   | 1       | 3     | 1970                                                                         | 1956, 1959, 1997             |
| Lille                  | 1       | 2     | 2021                                                                         | 1955, 2011                   |
| Rennes                 | 1       | 2     | 1971*                                                                        | 1965, 2019                   |
| Sedan                  | 1       | 1     | 1956                                                                         | 1961                         |
| Le Havre               | 1       | 0     | 1959                                                                         | –                            |
| Bastia                 | 1       | 0     | 1972                                                                         | –                            |
| Auxerre                | 0       | 2     | –                                                                            | 2003, 2005                   |
| Guingamp               | 0       | 2     | –                                                                            | 2009, 2014                   |
| Toulouse               | 0       | 2     | –                                                                            | 1957, 2023                   |
| Racing Paris           | 0       | 1     | –                                                                            | 1949                         |
| Nîmes                  | 0       | 1     | –                                                                            | 1958                         |
| Lens                   | 0       | 1     | -                                                                            | 1998                         |
| RC Strasbourg          | 0       | 1     | –                                                                            | 2001                         |
| Lorient                | 0       | 1     | –                                                                            | 2002                         |
| Sochaux                | 0       | 1     | –                                                                            | 2007                         |
| Montpellier            | 0       | 1     | –                                                                            | 2012                         |

* Títulos dividido entre Marseille e Rennes.

## Estatísticas
| Equipe                                | Número de títulos |
| ------------------------------------- | ----------------- |
| Campeão da França                     | 32                |
| Campeão da Copa da França ou suplente | 17                |

- Maior número de vitórias por um clube: 13 vitórias
  - Paris Saint-Germain (1995, 1998, 2013, 2014, 2015, 2016, 2017, 2018, 2019, 2020, 2022, 2023 e 2024)

- Maior número de vitórias consecutivas para um clube: 7 vitórias
  - Lyon (2002, 2003, 2004, 2005, 2006, 2007 e 2008)
  - Paris Saint-Germain (2013, 2014, 2015, 2016, 2017 , 2018 e 2019)

- Maior número de vitórias para um jogador: 9 vitórias
  - Marco Verratti (2013, 2014, 2015, 2016, 2017, 2018, 2019, 2020 e 2022)

- Maior número de vitórias para um treinador: 5 vitórias
  - Laurent Blanc (2008, 2009, 2013, 2014 e 2015)

- Maior número de participações por um clube: 18 participações
  - Paris Saint-Germain (1986, 1995, 1998, 2004, 2006, 2010, 2013, 2014, 2015, 2016, 2017, 2018, 2019, 2020, 2021, 2022, 2023 e 2024)

- Jogo mais frequente: 4 finais
  - Lyon – Paris Saint-Germain (2004, 2006, 2015 e 2016)

- Maior número de finais consecutivas por um clube: 12 finais
  - Paris Saint-Germain (2013, 2014, 2015, 2016, 2017, 2018, 2019, 2020, 2021, 2022, 2023 e 2024)

## Troféu de melhor jogador
| Ano  | Jogador            | Equipe                 |
| ---- | ------------------ | ---------------------- |
| 2005 | John Carew         | Lyon                   |
| 2006 | Jérémy Toulalan    | Lyon                   |
| 2007 | Sidney Govou       | Lyon                   |
| 2008 | Marouane Chamakh   | Bordeaux               |
| 2009 | Yoann Gourcuff     | Bordeaux               |
| 2010 | Steve Mandanda     | Olympique de Marseille |
| 2011 | André Ayew         | Olympique de Marseille |
| 2012 | Yoann Gourcuff     | Lyon                   |
| 2013 | André Biyogo Poko  | Bordeaux               |
| 2014 | Zlatan Ibrahimović | Paris Saint-Germain    |
| 2015 | Serge Aurier       | Paris Saint-Germain    |
| 2016 | Ángel Di María     | Paris Saint-Germain    |
| 2017 | Daniel Alves       | Paris Saint-Germain    |
| 2018 | Ángel Di María     | Paris Saint-Germain    |
| 2019 | Kylian Mbappé      | Paris Saint-Germain    |
| 2020 | Mauro Icardi       | Paris Saint-Germain    |
| 2021 | Xeka               | Lille                  |
| 2022 | Lionel Messi       | Paris Saint-Germain    |
| 2023 | Lee Kang-in        | Paris Saint-Germain    |
| 2024 | Ousmane Dembélé    | Paris Saint-Germain    |